# Ліснохлібичинська сільська рада
| Ліснохлібичинська сільська рада — орган місцевого самоврядування у Коломийському районі Івано-Франківської області з адміністративним центром у с. Лісний Хлібичин. Історична дата утворення: в 1940 році у Коршівському районі. 17.10.1954 облвиконком рішенням № 744 передав з Сідлищенської сільської ради хутори Городок і Кацабіна до Лісно-Хлібичинської сільської ради. Водоймища на території, підпорядкованій даній раді: річка Черемхівка. Сільській раді підпорядковані населені пункти: - с. Лісний Хлібичин - с. Скопівка |

## Склад ради
Рада складається з 16 депутатів та голови.

### Керівний склад ради
| ПІБ                     | Основні відомості                                                               | Дата обрання | Дата звільнення |
| ----------------------- | ------------------------------------------------------------------------------- | ------------ | --------------- |
| Харук Богдан Богданович | Сільський голова, 1973 року народження, освіта, член Народного Руху України     | 26.03.2006   | 31.10.2010      |
| Харук Богдан Богданович | Сільський голова, 1973 року народження, освіта середня спеціальна, безпартійний | 31.10.2010   |                 |
| Харук Богдан Богданович | Сільський голова, 1973 року народження, освіта середня спеціальна, безпартійний |              |                 |

Примітка: таблиця складена за даними джерела